# Honda CR-X

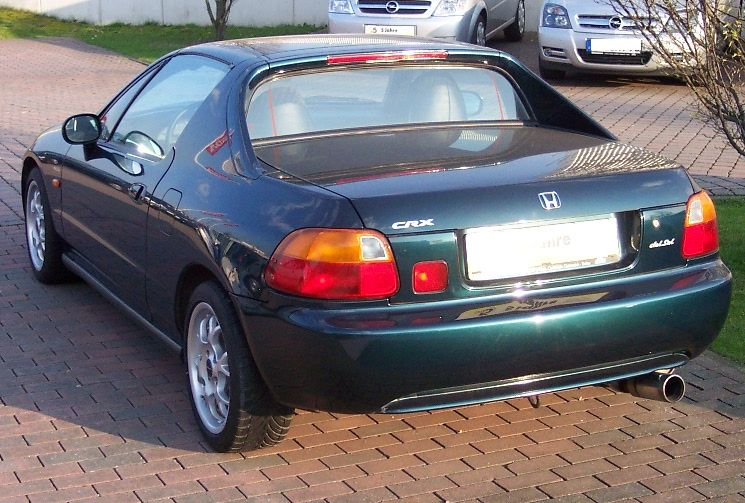
Honda CRX.

Honda CR-X är en mindre sportcoupé, i samma storleksklass som Honda Civic som den även är baserad på. Den första versionen presenterades 1983 som Honda Ballade Sports CR-X i Japan. I USA var den tvåsitsig, medan de europeiska versionerna även hade ett minimalt uppfällbart nödsäte (som ej var godkänt för passagerare). 1988 kom nästa generation som delade föregångarens grundkoncept formmässigt, men som lätt känns igen på sin karaktäristiskt delade bakruta; inte helt olik den som idag återfinns på Citroën C4 coupé. Version två tillverkades fram till 1992 då den ersattes av Honda CR-X del sol; en targacabriolet som såldes fram till 1996. Honda har idag ingen liknande modell i sitt sortiment.